# Re Ruggero
Re Ruggero (in polacco: Król Roger) è un'opera lirica di Karol Szymanowski su libretto dello stesso compositore e di Jarosław Iwaszkiewicz. L'opera ebbe origine dall'entusiasmo di Szymanowski per la cultura della Sicilia. L'autore viaggiò lungo l'isola nel 1911 e nel 1914, condividendo l'amore per essa con Jarosław Iwaszkiewicz, suo cugino. L'opera debuttò al Grande Teatro-Opera Nazionale di Varsavia il 19 giugno 1926.

## Trama
L’opera è ambientata principalmente a Palermo, nel sofisticato ambiente culturale della corte di Ruggero II, primo re di Sicilia. Il tema centrale dell'opera è costituito dal conflitto tra lo spirito apollineo (rappresentato da Ruggero) e quello dionisiaco (espresso dal Pastore). Per Szymanowski, di formazione cattolica, questo tema possedeva una profonda implicazione religiosa, incarnando il tormentato confronto tra dottrine. L'opera è, in tal senso, una rivisitazione de Le Baccanti di Euripide, in cui Ruggero (come Penteo) affronta in sé stesso le forze dionisiache.

### I Atto, detto "bizantino"
Un giovane pastore è introdotto alla corte di Ruggero durante una messa nella cattedrale di Palermo. Malgrado le richieste di punizione per eresia avanzate dall'arcivescovo, Roxana, moglie del re, convince Ruggero a non uccidere il Pastore. Il sovrano ordina al giovane uomo di presentarsi al Palazzo Reale quella stessa notte per spiegare le proprie ragioni ed essere giudicato.

### II Atto, detto "orientale" (indo-arabo)
Come stabilito, il Pastore si reca alle porte del palazzo. Roxana canta una seducente canzone, la quale risulta come una chiara risposta al visitatore, che causa la crescente agitazione di Ruggero. Una volta introdotto nella reggia, il Pastore descrive nei dettagli la sua fede e ben presto l'intera corte si unisce a lui in un'estatica danza. Ruggero tenta di incatenarlo, ma il Pastore riesce facilmente a liberarsi e lascia il Palazzo insieme a gran parte della corte. Il sovrano e il suo consigliere musulmano Edrisi sono lasciati da soli ma, poco dopo, si decide che il re segua il Pastore.

### III Atto, detto "greco-romano"
In un antico teatro greco, re Ruggero ed Edrisi raggiungono Roxana, che dice al marito che solo il Pastore può liberarlo dalle sue paure e dalla sua gelosia. Si accende un fuoco e i seguaci del Pastore avviano un'altra danza, mentre costui si trasforma in Dioniso. Al termine della danza e dell'uscita di scena dei partecipanti, re Ruggero, trasformato da quell'esperienza, canta un inno gioioso all'arrivo del sole mattutino.

## Esecuzioni

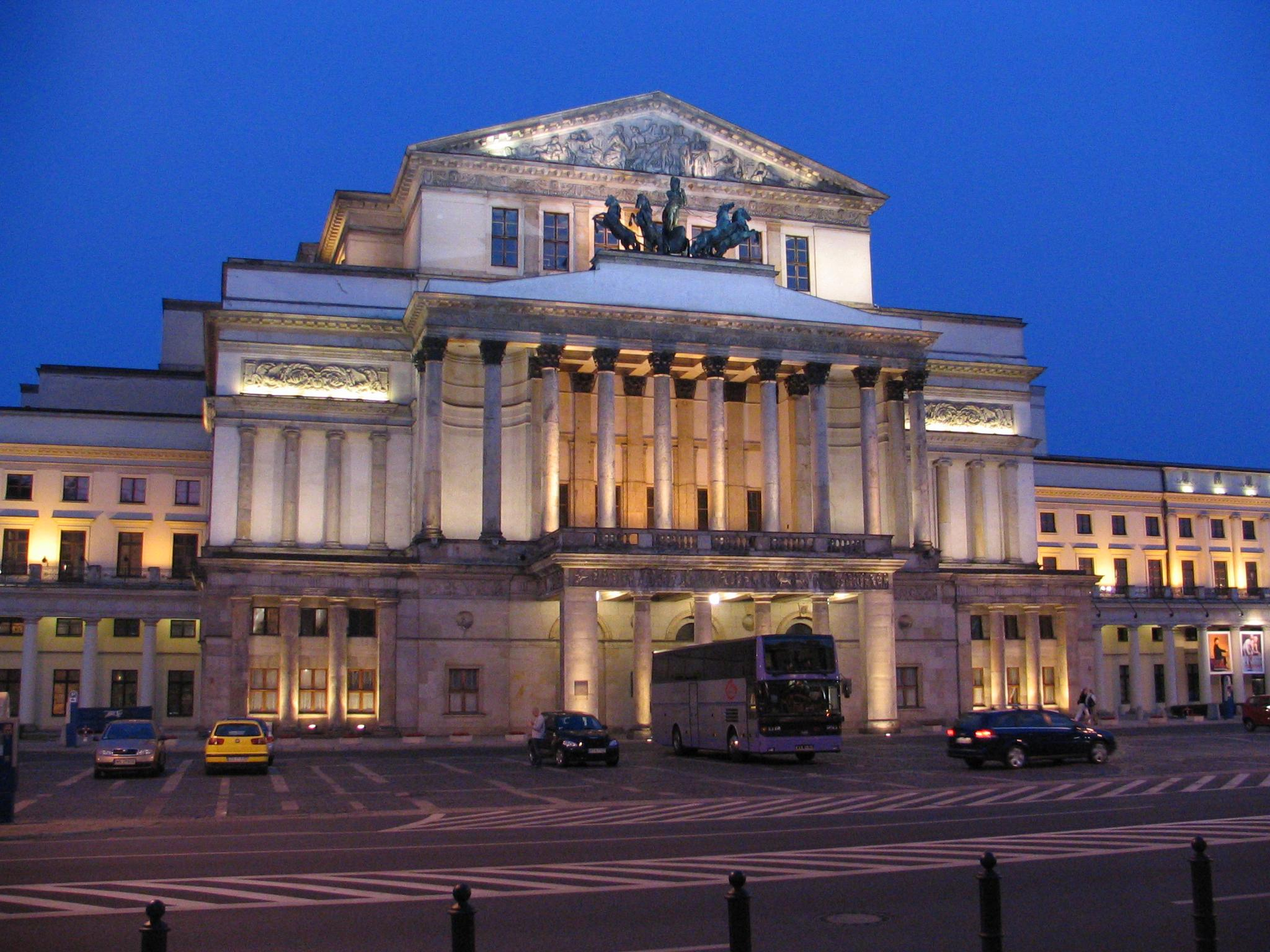
Teatro Grande di Varsavia, luogo della prima esecuzione dell'opera

L'opera debuttò a Varsavia il 19 giugno 1926. Gli interpreti coinvolti furono i seguenti:
| Personaggio | Interprete                    |
| ----------- | ----------------------------- |
| Re Ruggero  | Eugeniusz Mossakowski         |
| Roxana      | Stanisława Korwin-Szymanowska |
| Edrisi      | Maurycy Janowski              |
| Pastore     | Adam Dobosz                   |

Dopo il suo esordio in Polonia, l'opera fu riproposta a Duisburg nel 1928 ed a Praga nel 1932. La prima rappresentazione dopo la seconda guerra mondiale ebbe luogo al Teatro Massimo di Palermo il 16 aprile 1949, sotto la direzione di Mieczysław Mierzejewski, con Giovanni Inghilleri (Ruggero), Clara Petrella (Roxana), Antonio Annaloro (Pastore), regia di Bronisław Horowicz. Per l'occasione la realizzazione dei bozzetti di scena e dei figurini fu affidata al pittore Renato Guttuso. Tali bozzetti e figurini verranno poi riutilizzati per la messa in scena della stessa opera a Palermo nel 1992. In seguito alla rappresentazione del 1949 (a cui assistette il librettista Jarosław Iwaszkiewicz) l'opera conobbe anni di oblio.
Nel 1975 la "New Opera Company" di Londra eseguì "Re Ruggero" sotto la direzione di Charles Mackerras. Nel 1981 l'opera approdò per la prima volta negli Stati Uniti, in una versione concertistica dell'Orchestra sinfonica di Saint Louis diretta da Leonard Slatkin. Nello stesso anno l'opera fu presentata per la prima volta in America Latina, al Teatro Colón di Buenos Aires, sotto la direzione di Stanisław Wisłocki.
Dagli anni ottanta in poi "Re Ruggero" ha goduto di un crescente interesse. Nel 1988 l'opera fu proposta dalla "Long Beach Opera" della California, nota per i suoi approcci innovativi. Un'esecuzione concertistica realizzata dalla BBC Symphony Orchestra ebbe luogo nel 1990 presso la Royal Festival Hall di Londra, sotto la direzione di Andrew Davis. Tale esecuzione aprì un festival appositamente dedicato alle opere di Szymanowski. Il Teatro Politeama di Palermo ospitò "Re Ruggero" l'11 febbraio 1992, sotto la direzione di Karl Martin e la regia di Krzysztof Zanussi. Negli anni seguenti l'opera fu eseguita per ben quattro volte. Nel 1996 toccò all'Orchestre national de France, diretta da Charles Dutoit. Nel 1998, durante The Proms, fu la volta dell'Orchestra sinfonica della città di Birmingham, sotto la direzione di Simon Rattle. Nel 1999 l'opera fu eseguita in Nord America: dapprima a Montréal, in Canada, e successivamente alla Carnegie Hall di New York.

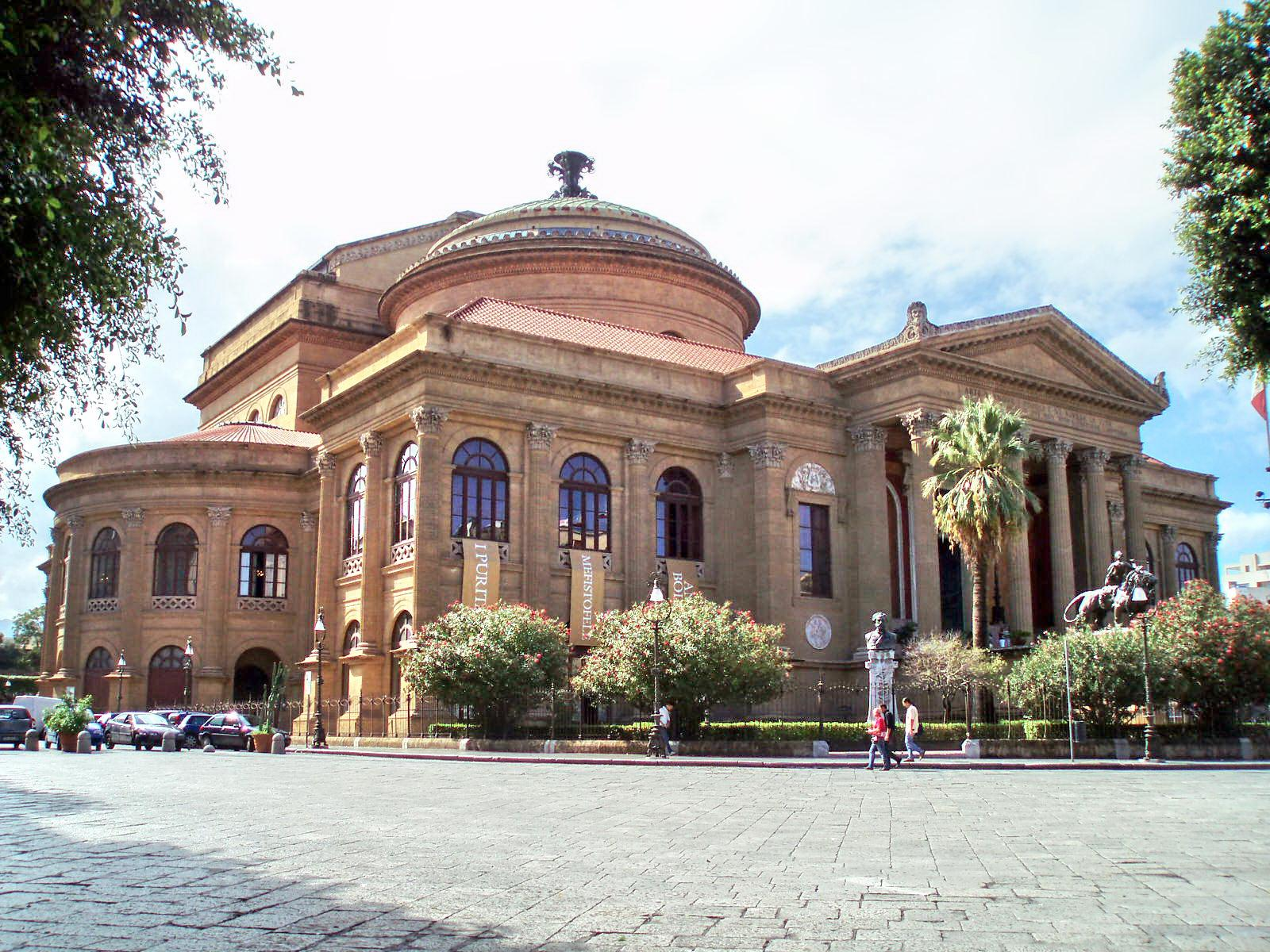
Teatro Massimo di Palermo, in cui l'opera è stata eseguita nel 1949 e nel 2005

Nel XXI secolo l'opera è stata eseguita per la prima volta dall'Opera nazionale polacca nel 2000 e, nello stesso anno, anche dall'Opera nazionale dei Paesi Bassi ad Amsterdam, sotto la direzione di Hartmut Haenchen. Nel 2002 Charles Dutoit diresse la prima di "Re Ruggero" in Giappone con una versione concertistica animata dalla NHK Symphony Orchestra di Tokyo. Sempre Dutoit dirigerà nuovamente l'opera nel 2007 a Praga con l'Orchestra Filarmonica Ceca. Il 13 novembre 2005 "Re Ruggero" inaugurò la stagione 2005/2006 del Teatro Massimo di Palermo. In quest'occasione la regia fu affidata a Yannis Kokkos e la direzione d'orchestra a Jan Latham-Koenig. Nel 2007 l'opera fu riproposta dall'orchestra di Breslavia, mentre nel 2008 toccò all'Orchestra del teatro Mariinskij di San Pietroburgo, sotto la direzione di Valerij Gergiev, in occasione del Festival di Edimburgo. Nello stesso anno l'opera fu eseguita negli Stati Uniti nel corso del Bard SummerScape festival. Nel 2009 Kazushi Ono diresse "Re Ruggero" al Liceu di Barcellona ed all'Opéra national di Parigi.
Nel 2011 è stata la volta del Teatro statale di Magonza. Una produzione polacca ha riproposto l'opera nel 2012 negli Stati Uniti, mentre nel 2013 "Re Ruggero" è stato presentato al Festival Amazonas de Ópera di Manaus. Nel 2014 l'opera è stata riproposta in Germania, a Wuppertal. Nel 2015 ben due esibizioni dell'opera hanno avuto luogo a Boston, sotto le direzioni di Charles Dutoit ed Antonio Pappano. Nel 2017 l'Opera Australia presenta per la prima volta "Re Ruggero" a Sydney e a Melbourne sotto la conduzione di Andrea Molino e con Saimir Pirgu nel ruolo del Pastore.

## Incisioni discografiche
| Anno      | Cast (Ruggero, Roxana, Edrisi, Pastore)                                   | Direttore               | Etichetta                                                           |
| --------- | ------------------------------------------------------------------------- | ----------------------- | ------------------------------------------------------------------- |
| 1965+1988 | Andrzej Hiolski, Hanna Rumowska, Kazimierz Pustelak, Zdzisław Nikodem     | Mieczysław Mierzejewski | AAC: Polskie Nagrania 1965, Cat: 0250/1; Olympia 1988, Cat: OCD 303 |
| 1990      | Andrzej Hiolski, Barbara Zagórzanka, Wiesław Ochman, Henryk Grychnik      | Karol Stryja            | Audio CD: Marco Polo, Cat: 223339; Naxos, Cat: 8660062-63           |
| 1992      | Florian Skulski, Barbara Zagórzanka, Stanisław Kowalski, Zdzisław Nikodem | Robert Satanowski       | Audio CD: Koch-Schwann, Cat: 314 014 K2                             |
| 1998      | Thomas Hampson, Elzbieta Szmytka, Ryszard Minkiewicz, Philip Langridge    | Simon Rattle            | Audio CD: EMI Cat: 56823 and Cat: 14576                             |
| 2003      | Wojtek Drabowicz, Olga Pasichnyk, Piotr Beczała, Krzysztof Szmyt          | Jacek Kaspszyk          | Audio CD: Accord Cat: ACD 131–2                                     |
| 2007      | Andrzej Dobber, Aleksandra Buczek, Rafal Majzner, Pavlo Tolstoy           | Ewa Michnik             | DVD: Narodowy Instytut Audiowizualny Cat: 5908259554143             |
| 2009      | Scott Hendricks, Olga Pasichnyk, John Graham-Hall, Willy Hartmann         | Mark Elder              | DVD: C-Major Cat: 702808 (NTTC)                                     |